# Royal Louis (Schiff, 1740)
Die Royal Louis war ein nicht fertiggestelltes 118-Kanonen-Linienschiff (Dreidecker) der französischen Marine, aus den 1740er Jahren.

## Geschichte
Die Royal Louis wurde von dem Marinearchitekten Blaise Joseph Ollivier entworfen und sollte das 1725 in Dienst gestellte 110-Kanonen-Linienschiff Foudroyant als größtes Schiff und einzigen Dreidecker der französischen Marine zu dieser Zeit ersetzen. Sie wurde am 13. März 1740 im Marinearsenal von Brest auf Kiel gelegt, mit einem geplanten Stapellauf im Jahr 1743. Das Schiff wurde aber am 25. Dezember 1742 in ihrem Baudock durch ein Feuer zerstört, das durch den spanischen Werftarbeiter Señor Pontleau in einem nahegelegenen Gebäude gelegt wurde und auf das Schiff übersprang.
Die Royal Louis wäre bei Indienststellung das größte Kriegsschiff der Welt gewesen und deutlich größer als etwa das britische Linienschiff Victory (Stapellauf 1737, 100 Kanonen, 53,04 m × 15,39 m × 6,25 m). Erst 1762 bzw. 1764 wurden mit einem Schiff gleichen Namens (116 Kanonen) und der Ville de Paris (90 Kanonen) wieder Dreidecker für die französische Marine in Dienst gestellt.

## Technische Beschreibung
Die Royal Louis war als Batterieschiff mit drei durchgehenden Geschützdecks konzipiert und hätte eine Länge von 60,10 Metern (Geschützdeck) bzw. 54,46 Metern (Kiel), eine Breite von 16,46 Metern und einen Tiefgang von 8,04 Metern bei einer Verdrängung von 3.000/4.834 Tonnen besessen. Sie wäre ein Rahsegler mit drei Masten (Fockmast, Großmast und Kreuzmast) gewesen. Der Rumpf schloss im Heckbereich mit einem Heckspiegel, in den Galerien integriert waren, die in die seitlich angebrachten Seitengalerien mündeten.
Die Besatzung hätte eine Stärke von 1.218 Mann (18 Offiziere und 1.200 Unteroffiziere bzw. Mannschaften). Die Bewaffnung hätte bei Indienststellung aus 118 Geschützen bestanden.
|        | Unteres Batteriedeck | Mittleres Batteriedeck | Oberes Batteriedeck | Backdeck       | Achterdeck     | Kanonen     |
| ------ | -------------------- | ---------------------- | ------------------- | -------------- | -------------- | ----------- |
| Design | 32 × 36-Pfünder      | 34 × 18-Pfünder        | 34 × 12-Pfünder     | 18 × 8-Pfünder | 18 × 8-Pfünder | 118 Kanonen |